# Cyperus phleoides
Cyperus phleoides là loài thực vật có hoa trong họ Cói. Loài này được (Nees ex Kunth) H.Mann mô tả khoa học đầu tiên năm 1867.

## Hình ảnh

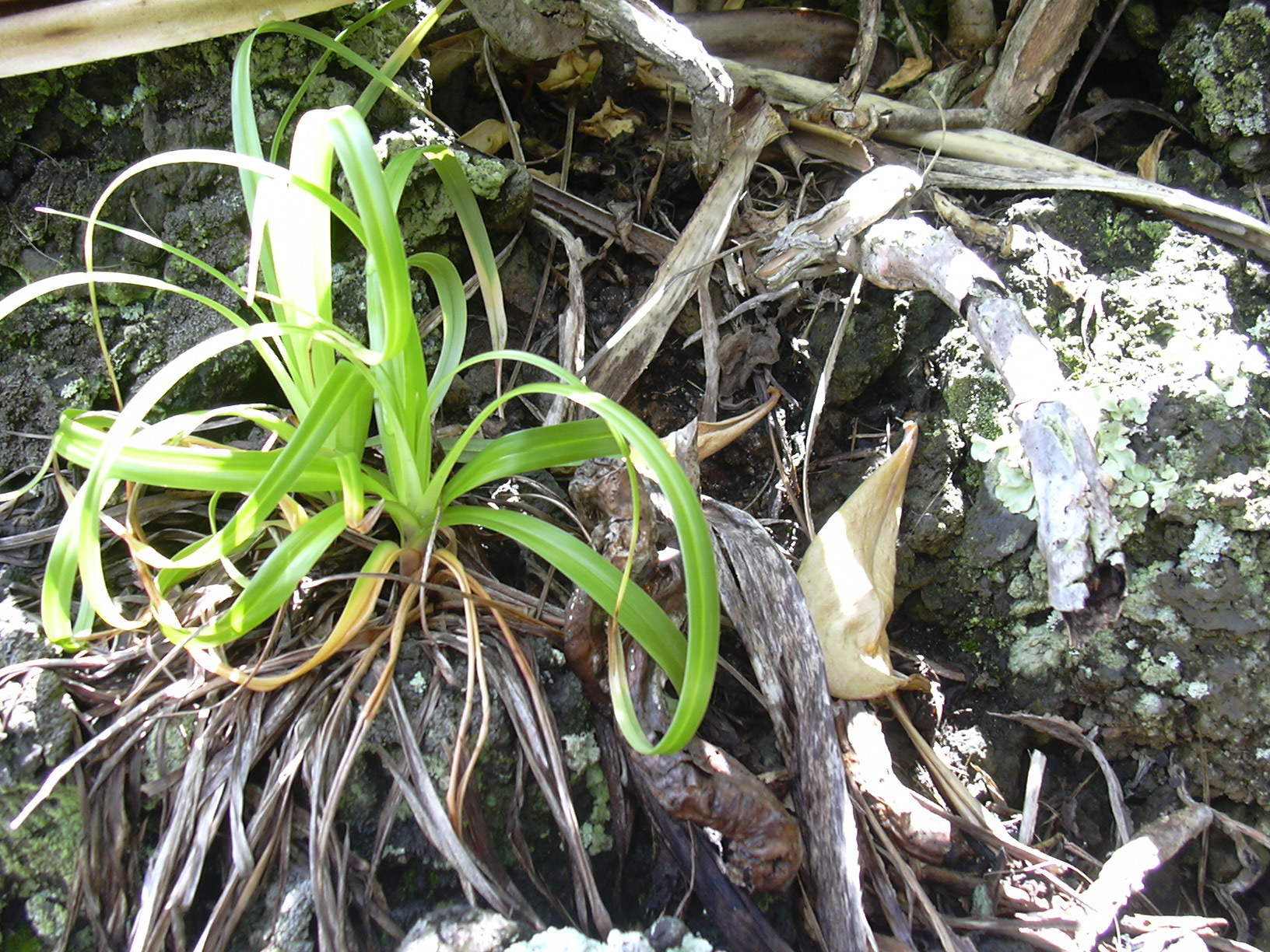
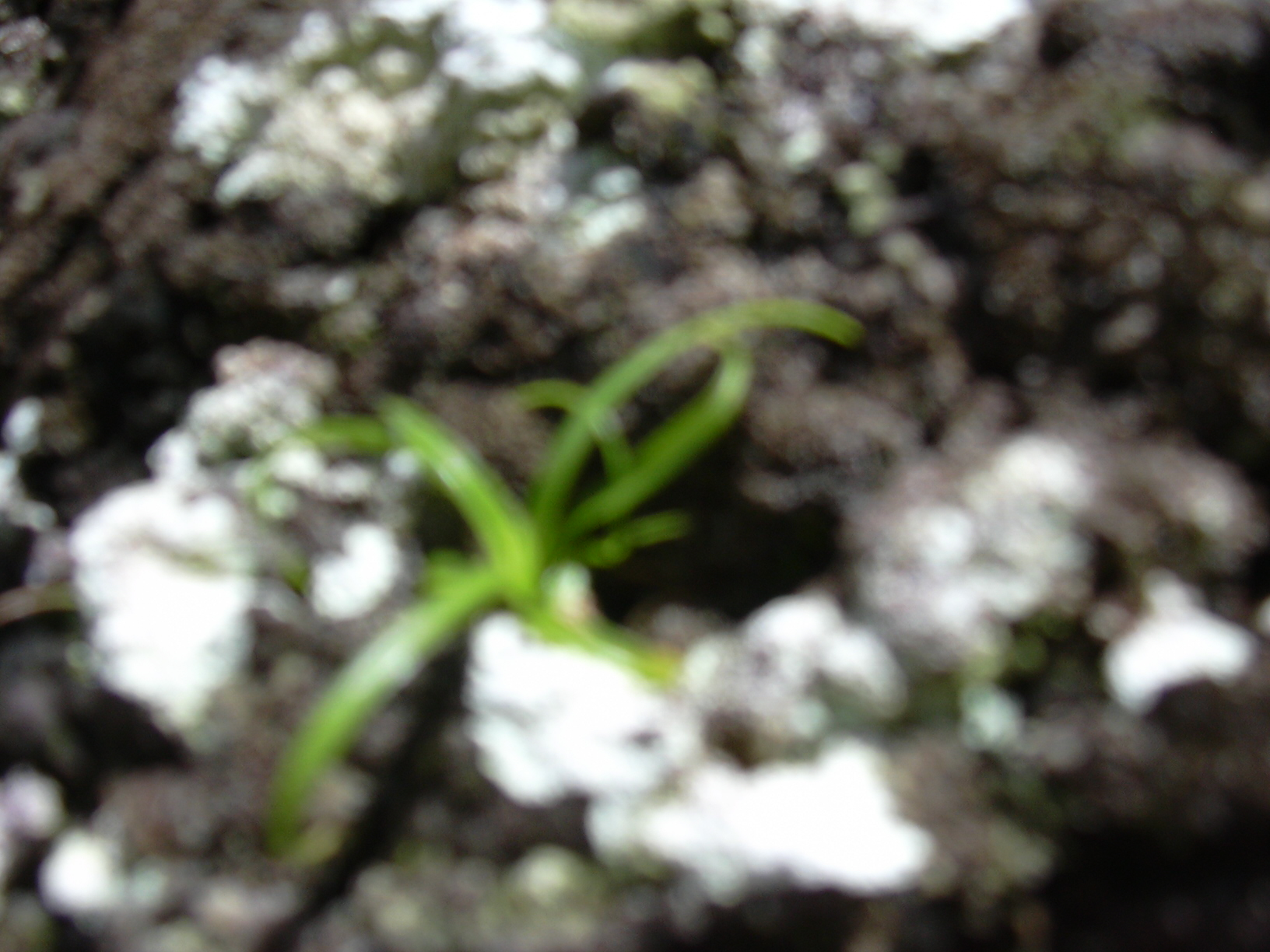
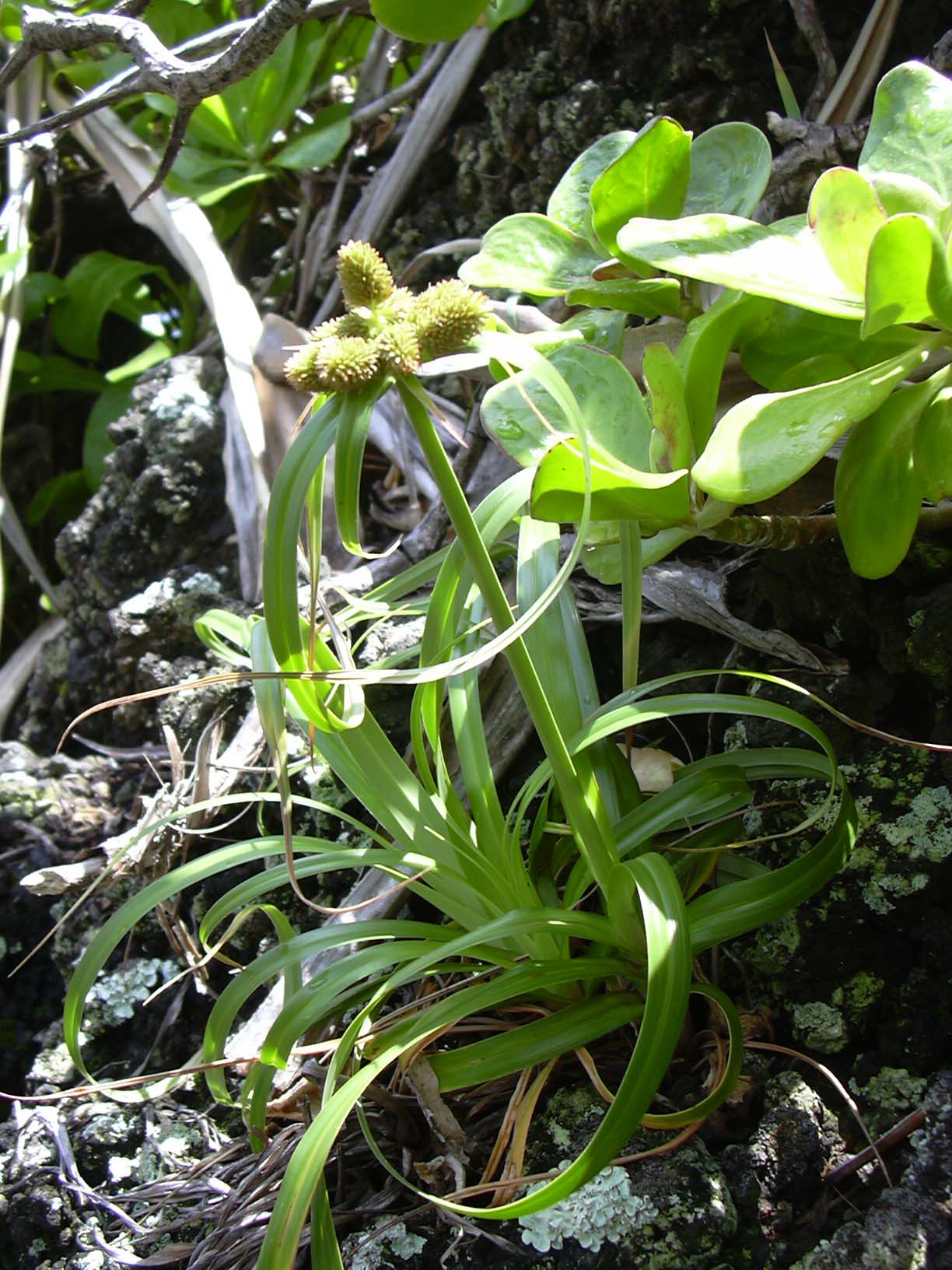
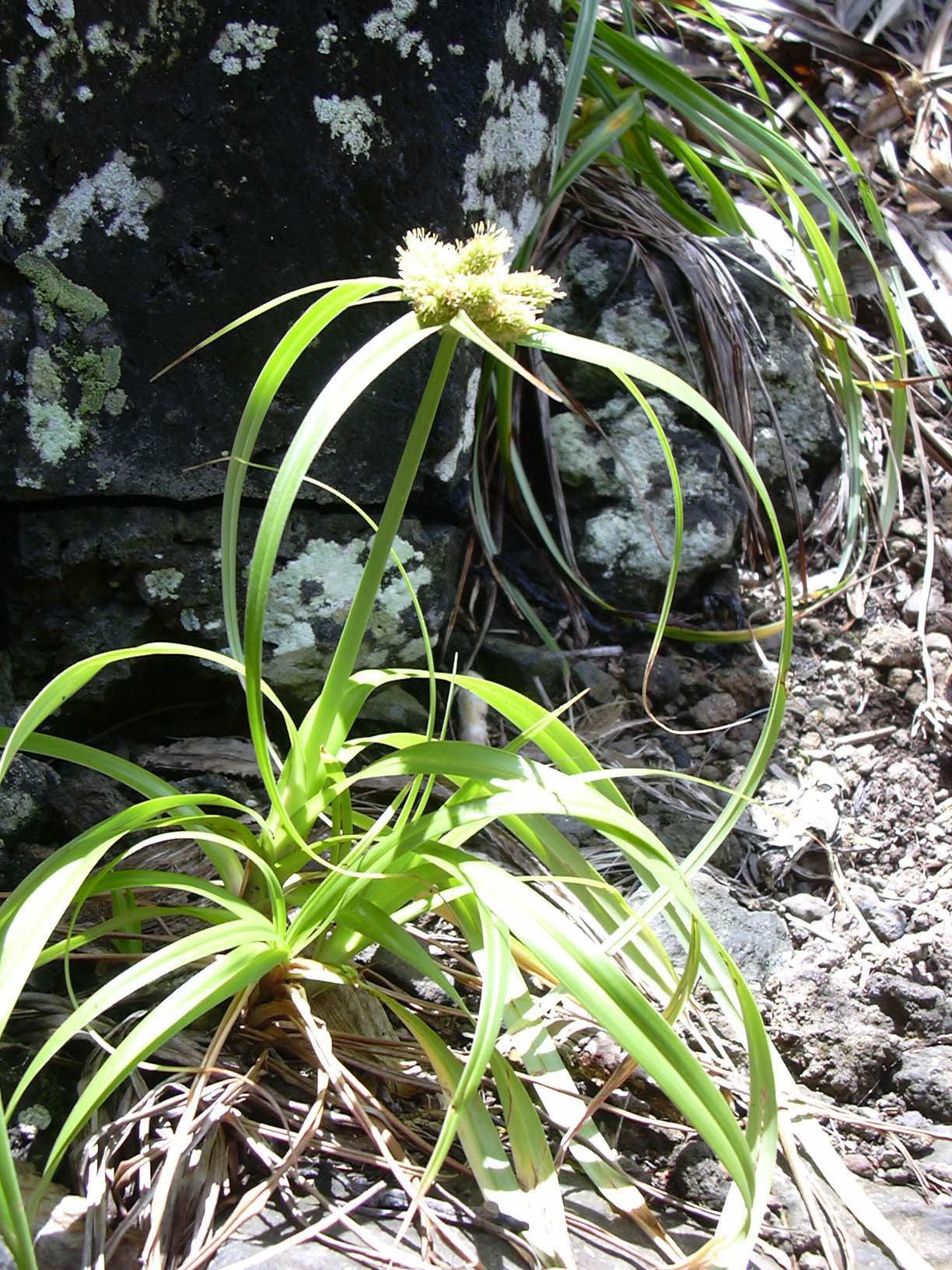